# Landquart–Thusis-vasútvonal
A Landquart–Thusis-vasútvonal a svájci RhB vasúttársaság egyik vasútvonala, mely Landquartot köti össze Thusis-szal. Ezen a vasútvonalon közlekedik a világhírű Glacier Express is.
A 41,3 km hosszúságú, 1000 mm-es nyomtávolságú vasútvonal 1896-ban nyílt meg. Később 11 kV 16,7 Hz váltakozó árammal villamosították. Landquart és Chur között párhuzamosan halad a Chur–Rorschach-vasútvonallal.

## Leírás

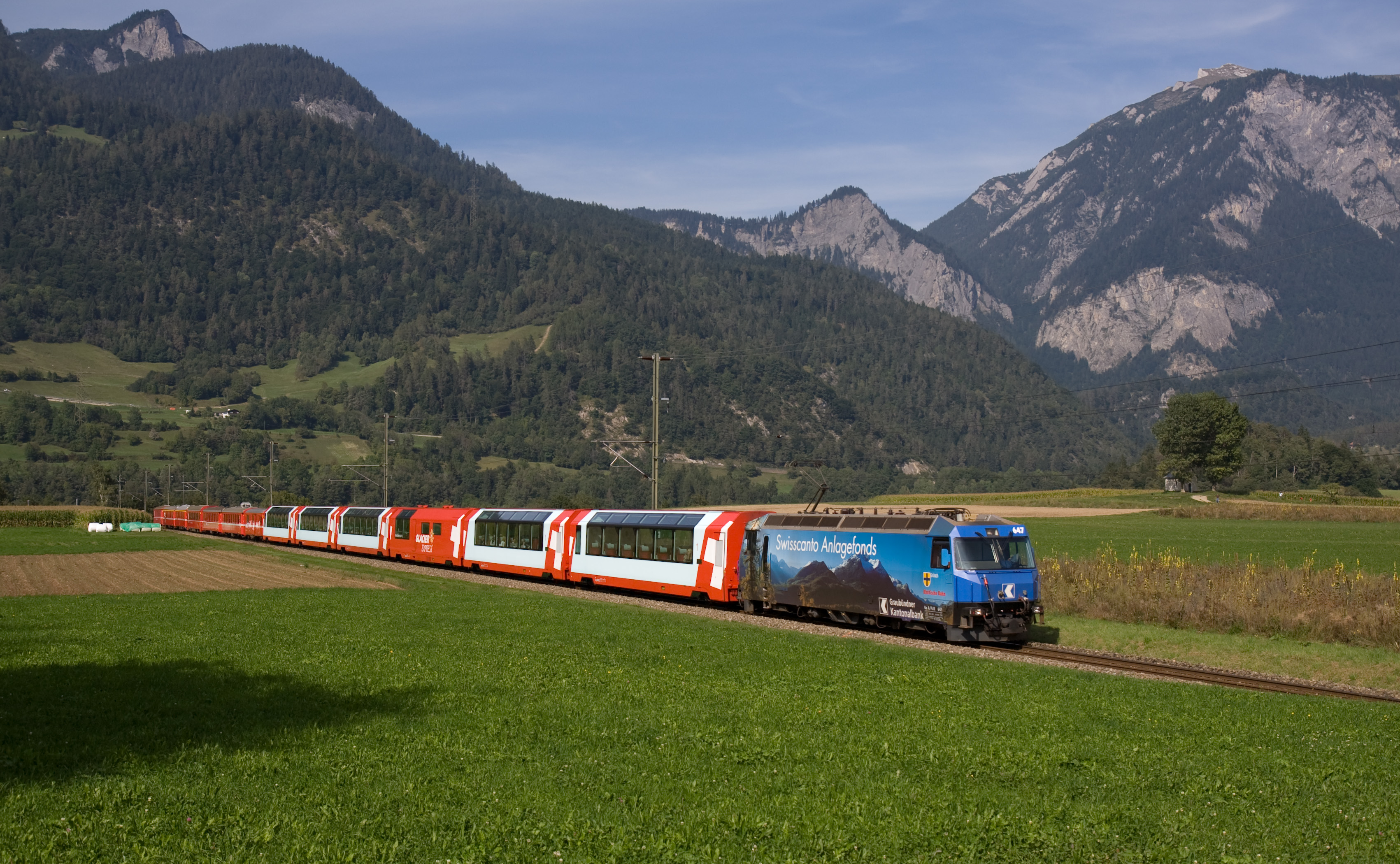
A Glacier Express egy RegioExpresszel összekapcsolva halad Reichenau-Tamins és Bonaduz között

Landquart állomás a Rhätische Bahn kiindulópontja, történelmileg a Landquart–Davos Platz-vasútvonal része, üzemszerűen a főműhely és a hálózat helye. A távolságok mérésénél ez a 0. kilométer az összes fő hálózati vonalon.
Az SBB személyforgalma Churban ér véget, itt az Arosa vasúttal van kapcsolat, és a normál nyomtávú teherforgalom számára Untervazban egy kettős nyomtávú (háromsínes) fonódott szakaszon, valamint Churból Domat/Emsbe az Ems-Chemie gyárterületére. A Mayr-Melnhof Swiss Timber AG nagy fűrészüzemébe irányuló normál nyomtávú teherforgalom számára szintén egy kettős nyomtávú (22,5 tonnás tengelyterhelésű) szakaszon van kapcsolat. Domat/Ems-től az egész vasúti infrastruktúra méteres nyomtávú. A Disentis/Mustér felé vezető vonal Reichenau-Taminsban ágazik el; ez csatlakozik az MGB fővonalához, és ezeket a vonalakat a Chur és Zermatt között közlekedő Glacier Express járatok szolgálják ki.
A vonal Thusisnál közvetlenül csatlakozik az Albula-vasúthoz, amely folytatja a Landquarttól St. Moritzig tartó vonalat, és Beverből az Engadin vonal két ágán Scuol-Tarasp és Pontresina felé halad tovább.
Trimmis állomáson a 2006. december 10-i menetrendváltáskor megszűntek a járatok. Ennek következtében Untervaz állomást átnevezték Untervaz-Trimmisre, ami tükrözi Trimmis település egyenlőtlen fejlődését.